# 147397 Bobhazel
147397 Bobhazel este un asteroid din centura principală de asteroizi.

## Descriere
147397 Bobhazel este un asteroid din centura principală de asteroizi. A fost descoperit pe 30 martie 2003 la Wrightwood de James Whitney Young. Asteroidul prezintă o orbită caracterizată de o semiaxă mare de 2,95 ua, o excentricitate de 0,12 și o înclinație de 4,6° în raport cu ecliptica.